# Дабижив Добретинић Латиница
Дабижив Добретинић Латиница (?, Стон − прије 30. априла 1431, Дубровник) био је дубровачки трговац и српски властелин.

## Биографија
Дошао је из Стона у Дубровник око 1390. и започео трговачко пословање. Крајем XIV вијека прешао је у Сребреницу, гдје се бавио посредничком трговином, извозећи сребро, а увозећи тканине. Захваљујући богатству ушао је у дубровачки ред Антонини|антунина, корпорацију најбогатијих пословних људи пучког поријекла.
За херцега Хрвоја Вукчића, господара Сребренице 1404−1410, обављао је управне и дипломатске послове. Управо од њега је добио поседе у Сребрници и околини "in signum nobilitatis", о чему је посједовао и повељу. Доцније су му те поседе потврдили краљ Жигмунд и деспот Ђурађ, у време кад су они држали Сребреницу. Тачан попис тих добара наведен је 1438, када су их међу собом делила тројица Дабиживових синова. Имање се састојало од две куће у граду, два и по млина, врта испод Чагља и терена у Црвеној Ријеци на коме се налазила и једна кућа. Учествовао је у раду судских комисија у Сребреници. Са женом Добрулом имао је синове Мартола, Бартола, Добрушка и Влахушу, који су, такође, годинама живјели и пословали у Сребреници. Тестаментом, састављеним 18. фебруара 1430. године, богато је даривао цркве у граду Светог Влаха и његовој околини, као и храмове Свете Марије у Сребреници и Свете Петке код Београда, а завештао је синовима да доврше цркву Светог Николе у Чагљу.